# Yves Saint Laurent (modeontwerper)

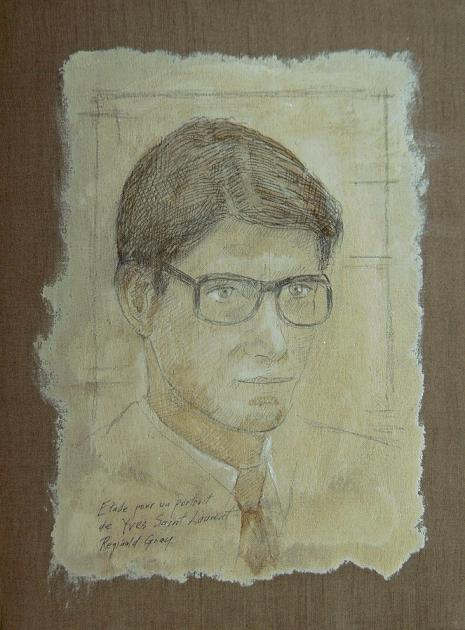
Yves Saint Laurent

Yves Henri Donat Mathieu-Saint-Laurent (Oran (Algerije), 1 augustus 1936 – Parijs, 1 juni 2008) was een Franse modeontwerper.

## Biografie

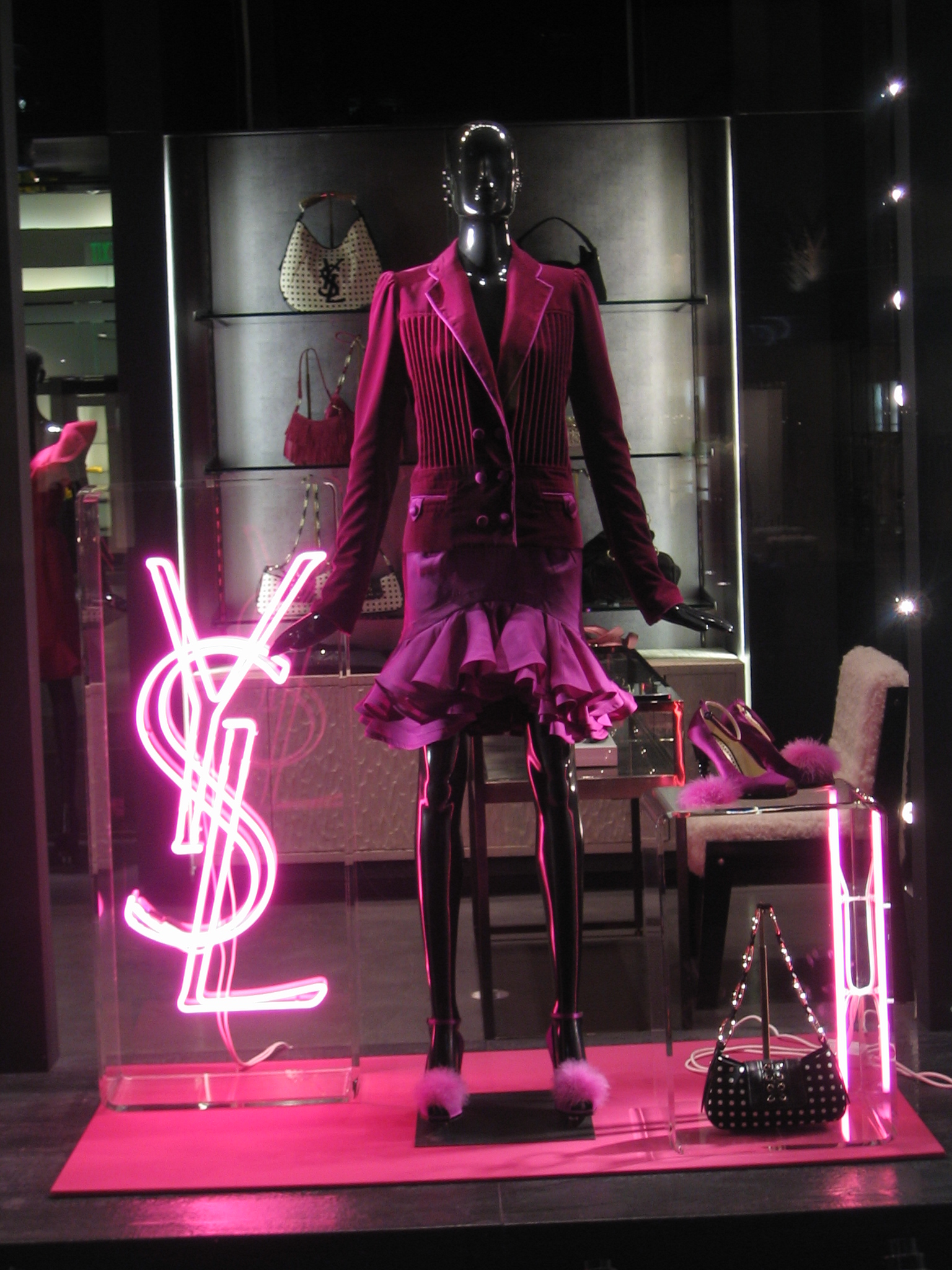
Yves Saint Laurent-boetiek in Beverly Hills (2005)

Yves Saint Laurent was de zoon van Charles Saint Laurent, een Pied-Noir en manager bij een verzekeringsmaatschappij. Toen hij zeventien was verliet Saint Laurent het ouderlijk huis om voor de ontwerper Christian Dior te gaan werken. Toen Dior in 1957 stierf, kreeg Saint Laurent op 21-jarige leeftijd de leiding over het toen slecht lopende modehuis Dior. De ontwerpen van Saint Laurent waren zo vernieuwend, dat ze tot grote successen leidden. Zo bijvoorbeeld de trapeziumjurk uit 1958, die ruim viel om de taille in plaats van deze in te snoeren. Saint Laurent gebruikte zowel fel lichte, als donkere kleuren, al ontwierp hij eenmalig ook een collectie waarvan alle kledingstukken zwart waren.
Tijdens de Algerijnse onafhankelijkheidsoorlog werd Saint Laurent opgeroepen om in het Franse leger te dienen. Na twintig dagen werd hij echter vanwege een zenuwinzinking opgenomen in een psychiatrisch ziekenhuis, waar hij onder andere met elektroshocktherapie werd behandeld. Vanwege zijn zenuwinzinking werd Saint Laurent de leiding over het modehuis Dior ontnomen. Samen met zijn partner Pierre Bergé begon hij daarop zijn eigen modehuis, met de later bekend geworden merknaam YSL.

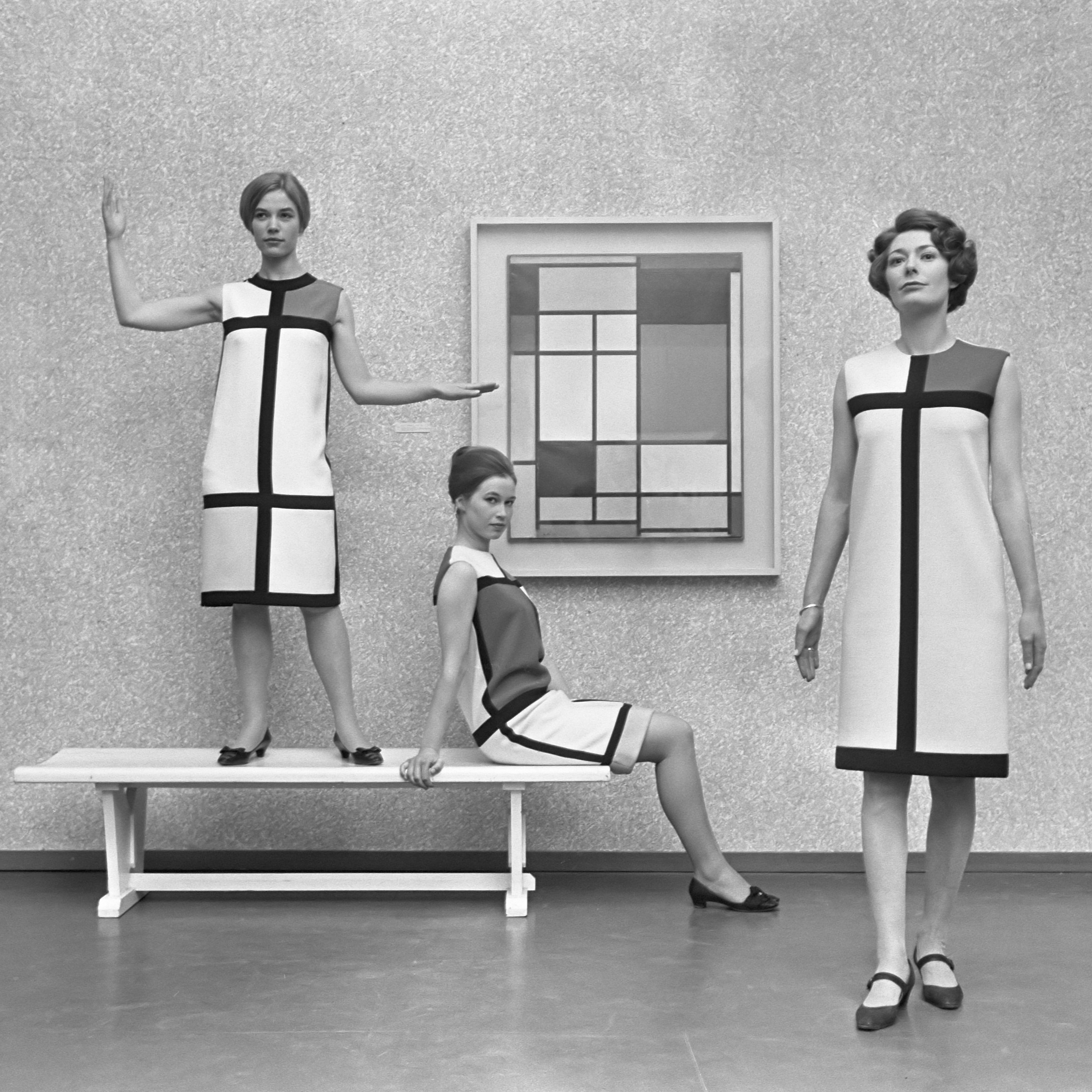
Show van Mondriaanmode door Yves Saint Laurent (1966)

In de jaren zestig en zeventig zette Yves Saint-Laurent trends zoals het broekpak en de "beatnik look" en de puntlaarzen die tot dijhoogte de benen omsloten. Midden jaren zestig ontwierp Saint Laurent een collectie wollen tricotjurken geïnspireerd op het werk van Piet Mondriaan. Deze ogen rechttoe rechtaan met zwarte omlijning, primaire kleuren en hebben een bedachte vlakverdeling.
Tot Saint Laurents clientèle behoorden onder meer zijn "muze" Loulou de la Falaise en de actrice Catherine Deneuve.
In 1993 werd het modehuis van Yves Saint Laurent voor ongeveer 600 miljoen dollar verkocht aan het farmaceutische bedrijf Sanofi. Zes jaar later werd het merk YSL gekocht door Gucci. Tom Ford kreeg de leiding over de ready-to-wear-collectie, terwijl Saint Laurent de haute-couture-collectie ontwierp. In 2002 werd, mede als gevolg van Laurents leeftijd, drugsmisbruik, depressie, alcoholisme, kritiek op de YSL-ontwerpen en problemen met Tom Ford, besloten het couturehuis van YSL te sluiten. Hierna trok Saint Laurent zich meer en meer terug in zijn huis in Marrakesh, Marokko.
Yves Saint Laurent overleed op 71-jarige leeftijd. Hij werd uitgestrooid in zijn tuin in Marrakesh.

## Documentaire
- L'amour fou : Yves Saint Laurent & Pierre Bergé / prod. par Kristina Larsen, Hugues Charbonneau, Pierre Thoretton ; un film de Pierre Thoretton. - Amsterdam : Homescreen, 2011. - 1 dvd-video (96 min.). : kleur, geluid, breedbeeld Frans en Engels gesproken, Nederlands ondertiteld. - Omslag vermeldt: Film & Fashion. - Videoversie van de film: Frankrĳk : Le Films Du Lendemain etc., 2010. - Bevat ook o.a.: Prime item outtakes ; Collecties ; Interviews ; Achter de schermen bĳ Yves Saint Laurents huizen. INHOUD: Documentaire over modeontwerper Yves Saint Laurent door de ogen van zijn partner Pierre Bergé.

## Musea
Op 3 oktober 2017 opende in de voormalige studio van Yves Saint Laurent aan de Avenue Marceau 5 een museum, gewijd aan zijn werk. Twee weken later, op 19 oktober 2017, gebeurde hetzelfde in Marrakech, in de Jardin Majorelle.